# Rudolph Glacier (glaciär i Antarktis, lat -72,38, long 167,88)
Rudolph Glacier är en glaciär i Antarktis. Den ligger i Östantarktis. Nya Zeeland gör anspråk på området. Rudolph Glacier ligger 1 847 meter över havet.
Terrängen runt Rudolph Glacier är bergig åt sydost, men åt nordväst är den kuperad. Trakten är obefolkad. Det finns inga samhällen i närheten.